# São Miguel do Iguaçu
São Miguel do Iguaçu é um município brasileiro do estado do Paraná.
Sua população foi estimada em 29 285 habitantes, conforme dados do IBGE de 2022.

## Origem do Nome
A denominação São Miguel do Iguaçu origina-se do fato de ser o santo o padroeiro do município e ser a área originariamente denominada “Fazenda São Miguel”. À este nome, para diferenciá-lo de outras localidades e facilitar sua localização, foi acrescido o nome de um acidente geográfico próximo, o Rio Iguaçu e também por ter o mesmo grande parte de sua área limitando com uma das maiores áreas de preservação ambiental, o Parque Nacional do Iguaçu.

## História
A região de Foz do Iguaçu foi descoberta em 1542, através da expedição colonizadora de Álvar Núñez Cabeza de Vaca, capitão espanhol, que juntamente com toda a sua expedição foi guiado por Indígenas guarani. A expedição partiu do litoral de Santa Catarina em direção a Assunção, atravessando todo o Estado do Paraná no sentido leste-oeste até as encostas do Rio Paraná, tendo então se deparado com as Cataratas do Iguaçu, na oportunidade batizadas como Cachoeira de Santa Maria.
Assim, o que se deduz é que a colonização da região deu-se em duas etapas distintas. A primeira delas teve início em 1888 e foi marcada pela instalação da Colônia Militar do Iguaçu, o primeiro e mais representativo ato que caracterizou a presença do mundo civilizado. Além de marcar o território que era acirradamente disputado por Portugueses e Espanhóis, a missão da colônia, fundada então pelos espanhóis, era tomar posse da região e conter o avanço dos Portugueses.
A segunda etapa da colonização começou somente em 14 de março de 1914, quando foi criado o município do Iguassu, instalado em 10 de junho daquele mesmo ano. A partir daí começaram a chegar os colonizadores, principalmente imigrantes europeus, na sua maioria Alemães e Italianos, que asseguravam sua fonte de renda através da produção de Erva-mate e do corte de madeira, as duas principais atividades econômicas da época. Ao sair de suas regiões em busca de uma vida melhor para si e seus filhos, o caminho percorrido por esses pioneiros chegava sempre em Foz do Iguaçu.

## Explorações e Conquistas
As primeiras observações sobre a história do município perderam-se no tempo e na imperfeição dos registros históricos específicos. Os primórdios do “interesse histórico”, se é que se pode assim denominar o registro da chegada dos primeiros colonizadores, datam da década de 40. O que se sabe é que no início, argentinos e paraguaios exploravam a madeira de lei, igualando as condições de exploração como a de qualquer outra região do Oeste do Paraná anteriores à colonização.
Porém, se compararmos o início da exploração portuguesa e espanhola na região (1531), com o início da colonização do município, vamos concluir que este está em recente processo de ocupação. Nos registros encontrados, consta que na década de 40, quando as terras desta região pertenciam ao município de Foz do Iguaçu, uma empresa inglesa comandava a exploração de madeira, utilizando mão-de-obra argentina e paraguaia. A madeira mais valiosa era o cedro, encontrado em abundância na região.
Esses homens uniam as toras formando balsas e desciam o Rio Paraná, com destino a Buenos Aires, na Argentina. Érico Francisco Prunner foi designado a comandar uma equipe de paraguaios e argentinos para abrir uma estrada, a mais ou menos uns cinquenta quilômetros da cidade de Foz do Iguaçu, ligando-a ao Leste do Paraná. Até então, só era conhecida a Estrada Velha de Guarapuava, que margeava o município na divisa com o Parque Nacional do Iguaçu.
A derradeira linha de ocupação, deu-se através da iniciativa organizada empresarialmente por grupos exploradores, um deles liderado por Alfredo Paschoal Ruaro, que tinha experiência de exploração em cidades como Maripá, Céu Azul, Toledo e outras do Oeste do Paraná. Em 1948, a empresa instalou no local a Colonizadora Pinho e Terras Ltda, empresa esta que abrangia grandes áreas dos atuais municípios entre Cascavel e Foz do Iguaçu.
Esta colonizadora abriu um núcleo chamado Colonizadora Gaúcha Ltda. Este núcleo colonizador formou-se na sua maioria por pessoas vindas do Rio Grande do Sul. Portanto, as famílias Ruaro e Dalcanalle não podem ser consideradas colonizadoras por não explorarem a região como colonos, pois tinham objetivos e interesses que não os de simplesmente se fixar para colonizar, mas podem ser citados como pioneiros no sentido de exploração. Quanto à primeira família que se instalou no local como colonizadora, com o objetivo de habitar como colono, constam nos registros a de Vitório de Toni. Porém muitas outras famílias chegaram para colonizar a região e não há registros específicos sobre elas.
Os primeiros sócios da colonizadora Gaúcha Ltda foram Arlindo Mosé Cavalca, Alberto Dalcanale, Luiz Dalcanale, Benvenuto Verona e Alfredo Paschoal Ruaro. Em 1949 foram seus diretores Benvenuto Verona e Luiz Dalcanale Filho, ambos já falecidos. Luiz Dalcanale Filho, posteriormente deixou o cargo, assumindo Frederico Zilio. Em 1953 houve mudança de direção, que passou a ser exercida por Henrique Ghellere e Afonso Marin.
A colonizadora Gaúcha comprou uma área de terras de 9.073 alqueires de João Emílio Matte. Anteriormente à colonização, as terras do município pertenciam a Foz do Iguaçu, que também estava em poder do Banco da Província do Rio Grande do Sul, Companhia de Viação e Comércio, Caixa Econômica Federal e União Popular de Venâncio Ayres.
Os mapas projetados no período de 1948 à 1954 constavam de 907 colônias que eram loteadas e medidas em alqueires, por engenheiros como Adolpho Strabel e Hercílio Felipe e os topógrafos João Félix Rolin de Moura, José de Moura Torres, Marciano Batista, Leodato Fernandes e Euclides Felipe. O engenheiro Hercílio Felipe não conseguiu concluir seu trabalho, atacado por uma cobra, veio a falecer logo a seguir, pois não havia soro antiofídico suficiente e outros recursos no local. O trabalho de divisão e lotamento das colônias de terras foi concluído pelo engenheiro Anísio Paim da Rocha.
Quanto aos caminhos que traziam os novos moradores e colonizadores, eram picadas abertas na mata e só em 1951 foi improvisada uma estrada ligando Cascavel à Foz do Iguaçu. Em 1953, com o aumento da procura por terras para cultivo, uma estrada federal cortou o município de Leste a Oeste. Com ela veio o progresso e um maior desenvolvimento da região. Esta estrada seguia o mesmo traçado da atual BR 277, com pequenas alterações.
Ao relatar fatos da vida cotidiana, muitos aspectos e fatos precisam ser resgatados ou recuperados, fatos até então presos a dados relativos aos grandes homens. Muitas famílias que colonizaram o município deixaram seus lares e sua terra à procura de melhores condições de vida, em busca de terras férteis e inexploradas. É de lamentar que muitos destes rostos continuarão no anonimato, perante o registro de uma história fragmentada e nem sempre justa, onde ainda prevalecem os heróis.
Daí uma observação: as várias formas de registrar a história de São Miguel do Iguaçu, diferenciam-se através de várias óticas, porém sem perder de vista o fato em si. Justamente por isto que a história não é, mas está sempre e sempre sendo construída e reconstruída, não sendo fato pronto e acabado. Foi em 21 de Fevereiro de 1949 a fundação da Colonizadora Gaúcha Ltda, dando início ao processo de medição e demarcação das colônias que formavam o então território da Fazenda São Miguel, posteriormente denominada Vila Gaúcha.
Em 1950 deu-se o início efetivo da colonização, com a chegada da família de Vitório De Toni, a primeira a aqui se estabelecer com o objetivo de explorar e cultivar a terra. Em 1951 foi aberta uma estrada, ainda precária, ligando os municípios de Cascavel e Foz do Iguaçu, com novo traçado, passando pela Vila Gaúcha.
Foi no dia 14 de novembro de 1953, a instalação da Agência dos Correios e Telégrafos, tendo como funcionária a Sra. Elisa Vera, substituída depois por Elsa Colla Corbari. Ainda em 1953 surge a primeira casa comercial pertencente à família Rotava, denominada “Casa Comercial Oeste Paranaense”.
Como grande marco progressista surge a primeira escola, no interior da capela, mantida pela prefeitura de Foz do Iguaçu. Após muitas lutas, em 1955 foi conseguida a construção de uma escola com duas salas de aula, onde sucessivamente o número de alunos aumentava. As primeiras professoras foram a Sra. Adélia Smaha, vinda de Foz do Iguaçu e a Sra. Dimas Lemos Raycik.
Em 1955 foi eleito o primeiro vereador representante da Vila Gaúcha, Sr. Henrique Ghellere. Foi instalado o primeiro cartório, tendo como primeiro cartorário o Sr. Aidicir Ghellere. O primeiro registro de nascimento foi feito no dia 1º de Novembro daquele ano, de Eli Ghellere.
Construiu-se também o primeiro hospital, que teve como médico o Dr. Robert Anton Babnigg, de nacionalidade alemã, que permaneceu de maio de 1.956 até a chegada de um outro médico, Dr. Rubens Borges Goulart, formado pela faculdade de Medicina de Santa Maria, no Rio Grande do Sul.
Foram aos poucos surgindo indústrias de madeira, olarias e comércio em geral. A capela de São Miguel, que até então pertencia à Igreja de Medianeira, em 1958 passou a ser paróquia. No dia 06 de fevereiro de 1958 a vila com o nome de Gaúcha foi elevada à categoria de distrito administrativo e judiciário de Foz do Iguaçu, pela Lei nº 3.550 e pelo Decreto nº 282 de 03 de novembro de 1959, o então prefeito de Foz do Iguaçu, Jacob A. Becker, nomeou o Sr. Flávio Ghellere para subprefeito.
Em 25 de janeiro de 1961, o distrito de Gaúcha foi emancipado, de acordo com a Lei Estadual nº 4.338 e desmembrado de Foz do Iguaçu. Em 03 de outubro do mesmo ano foram realizadas eleições para Prefeito e vereadores, recaindo a escolha de Abel Bez Batti, para Prefeito e Francisco Kantorski, Hilário J. Colla, André A. Maggi, Arlindo Mosé Cavalca, Noé Nunes de Medeiros, Flávio Ghellere, João Maria da Rocha, Ângelo Malgarezzi e Hugo Mensch, para vereadores. No dia 28 de novembro de 1961, com a posse dos eleitos, foi instalado oficialmente o município, com o nome de SÃO MIGUEL DO IGUAÇU.